# Bastidor

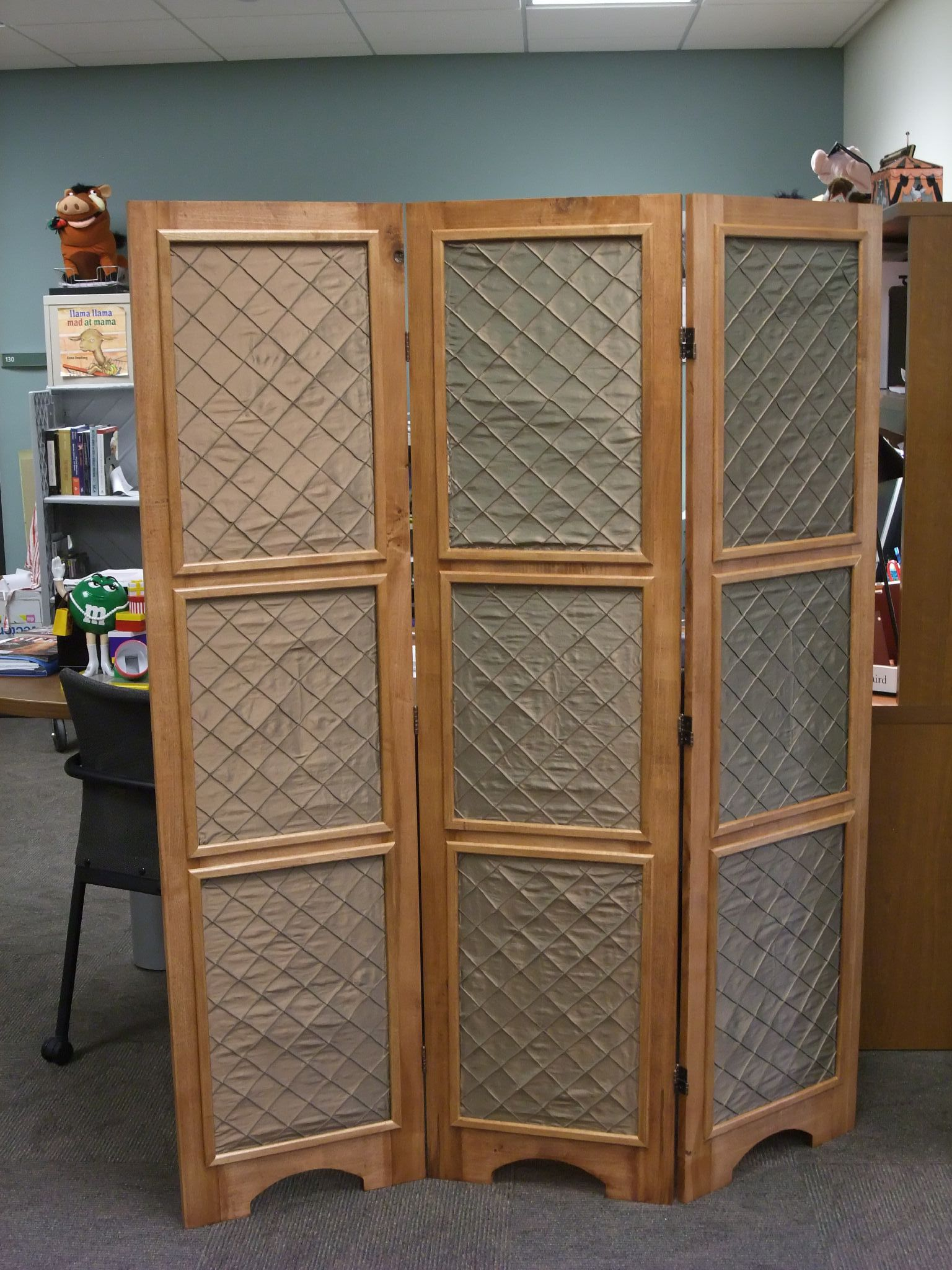
Biombo format per tres bastidors, articulats entre ells, que sostenen un teixit tibat

Un bastidor és una estructura formada per elements sòlids units entre ells amb el fi de suportar, com si fos un esquelet, alguna cosa. En principi un bastidor pot ser bidimensional (pla), com els bastidors que sostenen teles per a brodar, o bé tridimensionals.

## Enginyeria
Un bastidor és una estructura sense graus de llibertat, que funciona com a sòlid rígid i que serveix de bastiment o suport a elements (dispositius, aparells, instruments) que poden formar una màquina, per exemple. Normalment es parla de "bastidor" quan aquesta estructura és més aviat plana, mentre que quan és tridimensionals parla més sovint de "xassís", si és interior, o de "carcassa", si és exterior. Per exemple, en el cas d'alguns vehicles grans (camions, trens) es considera que estan bastits sobre una plataforma o bastidor, en comptes de xassís com típicament als cotxes.
Els bastidors poden ser de diferents materials: plàstics, metall, fusta, etc.

### Computació
Als centres de processament de dades els bastidors estan normalitzats per a suportar 41 U.

## Teatre

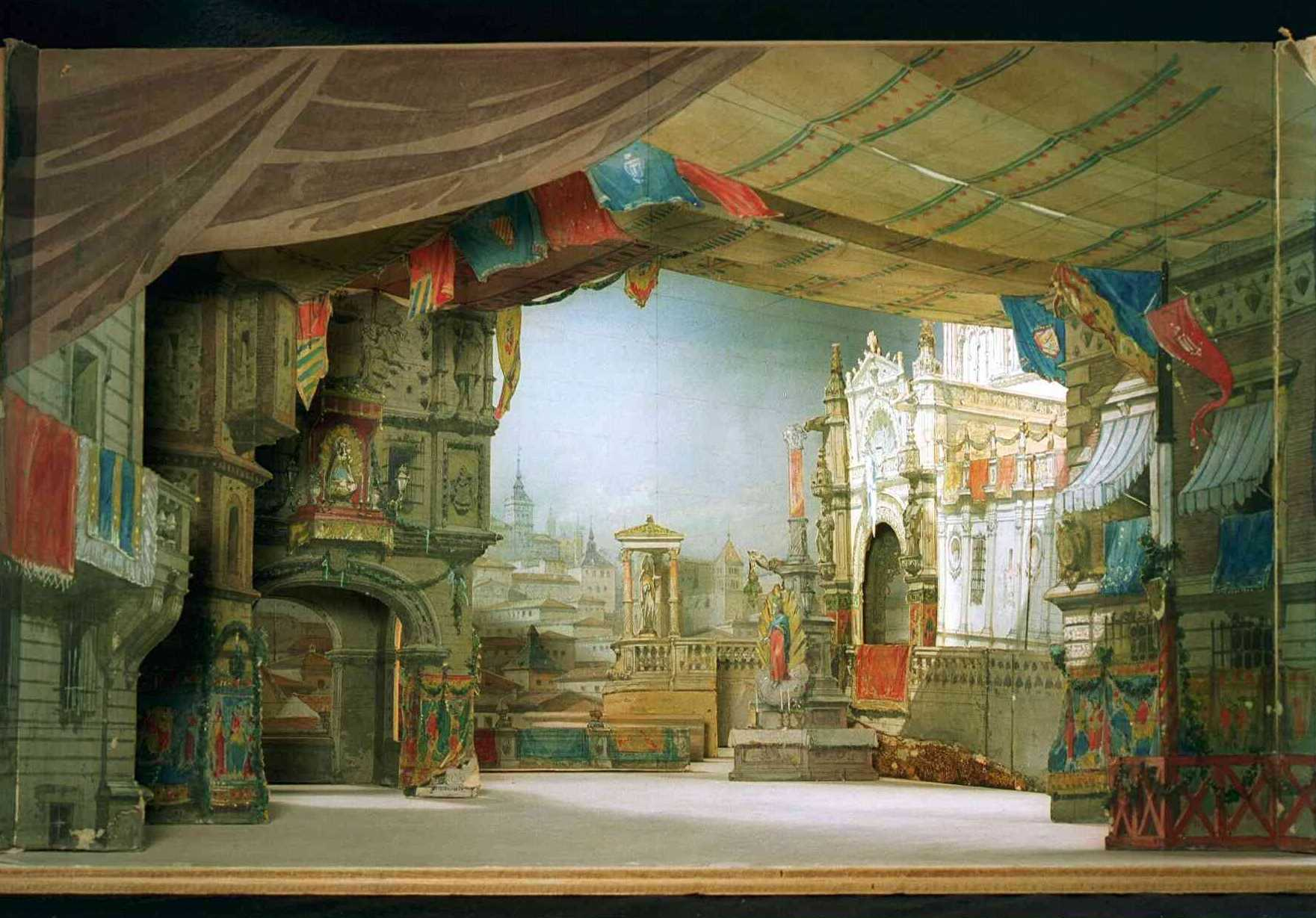
Decorat amb bastidors

En els antics teatres a la italiana, les bambolines eren les cortines disposades a banda i banda de l'escenari, per on entraven i sortien els actors a escena. Posteriorment les cortines de roba es van substituir per bastidors, estructures de fusta recolzades a terra que subjectaven verticalment un llenç o un paper, que podia ser pintat per a formar part del decorat.

## Pintura
En l'àmbit de la pintura, un bastidor és un assemblatge de fusta on es munta i tiba la tela abans de pintar-la. Disposa d'unes falques per retensar la tela si cal.
Hi ha unes mides numerades universals de bastidors, de tres formats diferents: "figura" (el que s'atansa més a la forma d'un quadrat), "paisatge", i "marina" (el més allargat). Per exemple, el "40 Figura" mesura 100 x 81cm, el "40 Paisatge" fa 100 x 7cm, i el "40 Marina" fa 100 x 65cm.